# Marius Chelaru
Marius Chelaru (n. 30 august 1961, Negrești, județul Vaslui) este un critic literar, eseist, poet, prozator, traducător, promotor cultural și editor de origine română.

## Biografie
Marius Chelaru este absolvent al Liceului Costache Negruzzi și Liceului nr. 8 Iași. Urmează cursurile Facultății de Științe Economice, Universitatea Al. I. Cuza, Iași (absolvită –1990). Este membru al Uniunii Scriitorilor din România, filiala Iași  Arhivat în 13 iulie 2013, la Wayback Machine., membru al Clubului Junimea, Iași, membru onorific al Fundației Maison Naaman pour la Culture, Beirut, Liban, membru colaborator al Asociației Scriitorilor de Limbă Română din Québec.

## Activitatea redacțională și editorială
- 1990, redactor la revista Timpul, Iași
- 1991-1993, redactor la revista Cronica, Iași
- redactor la editura Junimea, Iași din 1993
- redactor - șef la aceeași editură din 1998
- 1999-2000, director al editurii Junimea
- 2000-2004, director la editura Sakura
- 2000-2002, director la editura Parnas
- 2001-2002, director executiv la editura Timpul
- 2001, Consilier editorial la revista Acces (Pașcani, județul Iași)
- 2003, redactor la revista Poezia pentru secțiunea eseu,
- 2006, redactor la revista Poezia la secțiunea eseu și poezie
- din 2007, secretar general de redacție și redactor la revista Poezia pentru secțiunea eseu
- din 2008 redactor șef adjunct revista Carmina Balcanica (Iași, Brăila)
- din 5 septembrie 2008 secretar al Asociației Revistelor și Publicațiilor din Europa (ARPE)

## Activitatea literară
- Prezent în diverse antologii, dicționare din țară și străinătate, a tradus din opera a peste 60 de cunoscuți poeți din India, Pakistan, Belgia (Flandra), Coreea, Irlanda, Iordania, Albania, Iran, Siria, Maroc, Tunisia, Arabia Saudită, Liban, Palestina, Spania, Taiwan (Republica China), Mongolia, Buryatia ș.a.
- Diverse îngrijiri de ediții, studii introductive, prefețe și postfețe la  volume de proză, poezie, eseuri ale unor autori români și străini (Macedonia, Kosovo, Albania, Italia, SUA ș.a.)
- A apărut cu poezii, eseuri ș.a. în antologii, reviste ș.a. din mai multe țări, traduse în 9 limbi (engleză, franceză, spaniolă, albaneză, japoneză, arabă, germană ș.a.)
- Director sau coordonator/ supervizor al unor programe de presă și distribuție de carte din sectorul privat la nivel național sau regional, fost asociat la câteva companii de distribuție sau/ și editare de carte
- Consultant pe probleme de management, tehnici de lucru și design editorial

## Colaborări
- Colaborări, articole și poeme apărute în România, SUA, Canada, Elveția, Republica Macedonia, Albania, Kosovo – Republica Serbia și Muntenegru, Italia, Iordania, Liban, Libia, Siria, Egipt, Olanda, Belgia, Paraguay, Japonia ș.a.
- Publicații și reviste din România: - Convorbiri literare  Arhivat în 28 martie 2009, la Wayback Machine., Cronica, Acces, Poezia , Dacia literară, Revista română (a fundației ASTRA, despărțământul Mihail Kogălniceanu, Iași) – Iași, Luceafărul, Albanezul (Revista Uniunii Culturale a Albanezilor din România), Magazin istoric – București, Oglinda literară – Focșani  Arhivat în 5 februarie 2010, la Wayback Machine.; Gazeta de Est – Vaslui; Unu – Oradea, Tomis, Universitaria, Ex Ponto – Constanța, Porto Franco – Galați, Hyperion – Botoșani, Semne – Deva, Caietele Mediașului – Mediaș, Plumb, Meridian 27 – Bacău, Mișcarea literară – Bistrița-Năsăud, Vitralii – Râmnicu Sărat, Buzău, Nord Literar – Baia Mare, Poesis – Satu-Mare, Suceava – Bucovina literară ș.a.

## Inițiative culturale
Coordonator al unor colecții și serii de carte la editurile:
- Junimea (Cash, Economica, Orient etc.)
- Sakura (Camenae, Biblioteca Orient, Informatica, Asclepios etc.)
- Parnas (DEBUT) ș.a.

Fondator de edituri:
- Editura Sakura, Iași, anul 2000
- Editura Parnas, Iași, anul 2000

## Volume publicate
- 1. „Pelerinul“, poezii, colecția Debut, JUNIMEA, 1996 – debut editorial
- 2. „Două Kakemono închipuite din țara unde înflorește spiritul limbii“, poeme haiku și tanka, TIMPUL, 1996,
- 3. „Japonia, țara unde înflorește spiritul limbii“, eseuri, TIMPUL, 1996
- 4. „Femei“, poezii, JUNIMEA, 1997,
- 5. „Alt fel de sinucidere“, poezii, JUNIMEA, 1998
- 6. “Chiriașul timpului”, poezii, TIMPUL 1999
- 7. “Amanții iluziei”, poezii, 1999
- 8. “La descălecatul prezentului”, poezii, SAKURA, 2000
- 9. “Sayōnara”, haiku, ediție bilingvă (română-engleză), Iași, 2000
- 10. “Tai Ping”, roman, UNIVERSITAS XXI, Iași, 2001
- 11. “Abraham și muntele nebun sau lumea lui AltFaust”, Iași, 2001
- 12. Jihād. Chipul lui Dumnezeu în oglinda războiului sfânt, eseu, Timpul, Iași, 2004
- 13. „Cartea între Orient și Occident” I , eseuri critice, Editura Timpul, Iași, 2004
- 14. „Cartea între Orient și Occident” II , eseuri critice, Editura Timpul, Iași, 2005
- 15. „Poezia Orientului de la Khayyam la Tagore”, eseuri critice, Editura Fundației Culturale Poezia, Iași, 2005
- 16. „Poezia Orientului de la Khayyam la Tagore. Asia de Sud, Sud Est”, eseuri critice, Editura Fundației Culturale  Poezia, Iași, 2005
- 17. „When the present settles down”, poezii – volum în limba engleză, Timpul, Iași, 2006
- 18. „Cartea între Orient și Occident” III , eseuri critice, Editura Timpul, Iași, 2006
- 19. „Cu sufletul pe buze”, eseuri critice despre scriitori de limbă albaneză, Timpul, Iași, 2006
- 20. „Istorie și poezie în cultura arabă”, eseuri critice, Editura Fundației Culturale Poezia, Iași, 2006
- 21. „Poezia Orientului. Clasic și modern”, eseuri critice, Timpul, Iași, 2008
- 22. „Simfonia-a singurmiljei” / „Simfonijata na osamenosta”, versuri, ediție bilingvă: aromână – macedoneană, traducere: Vanghea Mihanj-Steryu, Dru{tvo na pisateli i umetnici Vlasi od Makedonijam, Scopia, Republica Macedonia, 2oo8
- 23. baladë përditshmërie (baladă cotidiană) – poezie, volum în limba albaneză, versiunea în limba albaneză: Baki Ymeri, redactor de carte Sali Bashota (Prishtina, Kosova)  apărut la Editura Fundației Culturale Poezia (în colaborare cu Uniunea Culturală a Albanezilor din România), Iași, 2009
- 24 Die Ecke des Bettlers/Colțul cerșetorului: Gedichte/Poezii (Rumänische Gegenwartslyrik), Trad. Christian W. Schenk, Dionysos Verlag, ISBN: 978-1976962783, Boppard 2018, Germany

## Premii literare recente
- Premiul asociației culturale „Duiliu Zamfirescu”, Focșani, 2005, „pentru promovarea literaturii străine în context românesc”
- Premiul Uniunii Scriitorilor din România la secțiunea „Eseu”, filiala Iași, 2005
- Premiul Maison Naaman pour la Culture, Beirut, Liban, 2006  Arhivat în 26 octombrie 2014, la Wayback Machine.
- Premiul asociației culturale „Duiliu Zamfirescu”, Focșani, 2007
- Premiul pentru critică al revistei „Convorbiri literare”, Iași, 2008

## Antologii
- În palma istoriei - Antologie de poezie albaneză contemporană (antologie, cuvânt înainte și biobibliografii și note Marius Chelaru; traducerile poemelor: Baki Ymeri, Luan Topciu), Editura Valman, Râmnicu Sărat, 2006
- O poartă către poezia arabă modernă (Gateway to modern arabic poetry), proiect realizat de scriitorul  Munir Meyzed în colaborare cu Marius Chelaru (România) și  cu prof. Abdul-Settar Al-Assady (Irak) Ministerul Culturii și Cultelor[nefuncțională]
.
- World Haiku, No.5,2009, o antologie mondială de haiku, în care sunt publicați 177 de haijini din 25 de țări, din România: Marius Chelaru, Mahmoud Djamal, Magdalena Dale, Vasile Moldovan și Valentin Nicolițov, editată de haijinul și profesorul Ban'ya Natsuishi, co-fondatorul asociației mondiale de haiku (World Haiku Association), Editura, Shichigatsudo, Tokyo, Japonia, 30/01/2009.

## Traduceri
- 1. Munir Mezyed, Chapter from the Poetry Bible/ Capitol din Biblia Poeziei/ فصل من الإنجيل – versuri, volum trilingv: română, engleză, arabă (versiunea în limba română, împreună cu Daniela Andronache), Editura Fundației Culturale Poezia, Iași, 2006
- 2. Munir Mezyed, Dragoste și ură, roman (versiunea în limba română, împreună cu Daniela Andronache)
- 3. Munir Mezyed, Frescele poeziei/ Murals of Poetry/ Murals De Poesía (volum în limbile: română, engleză, arabă, spaniolă (versiunea în limba română, împreună cu Daniela Andronache), Editura Fundației Culturale Poezia, Iași, 2006
- 4. Umbra Timpului, Anthony Anatholy Kudryavitsky, versuri, (versiunea în limba română, împreună cu Daniela Andronache)